# Pimelodella grisea
Pimelodella grisea är en fiskart som först beskrevs av Regan, 1903.  Pimelodella grisea ingår i släktet Pimelodella och familjen Heptapteridae. Inga underarter finns listade i Catalogue of Life.